# 南方猛獁
南方猛獁（英語：Southern Mammoth ，學名：Mammuthus meridionalis）是一種歐洲和中亞特有的、已經滅絕的猛犸象，生活在250萬-150萬年前的更新世。

## 描述

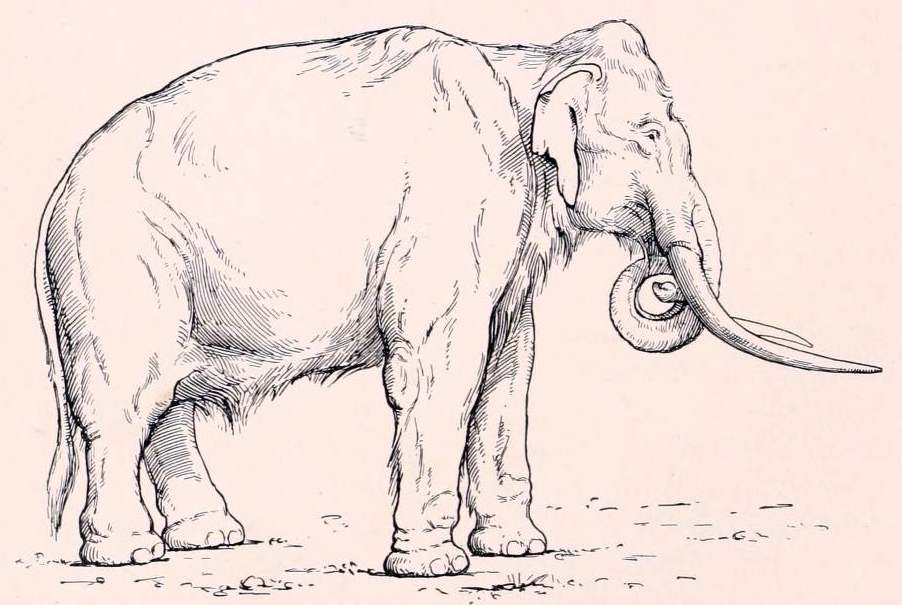
復原圖

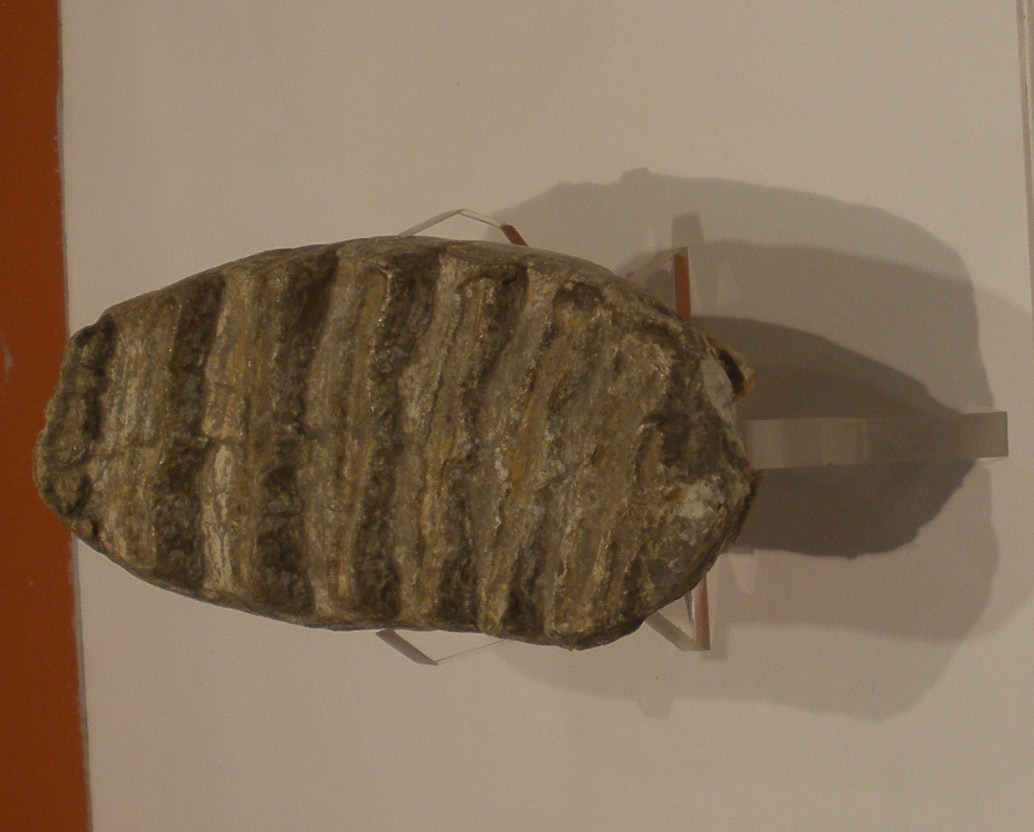
南方猛犸的臼齒

南方猛犸高約4米（13英尺），重達10噸，是最大的長鼻目動物之一，另外一個是更大的恐象。它擁有猛犸象常見的螺旋形象牙，臼齒齒冠較低同時少部份區域有厚的牙釉質，適用於咀嚼林地中的樹葉和灌木。這表明這種猛犸很可能居住在較溫暖的氣候帶，並且沒有濃密的皮毛。

## 棲息地與飲食
和南方猛犸一起被發現的植物化石等顯示這種猛犸很可能生活在溫暖氣候中，当时的气候甚至可能比現在的歐洲要更溫暖一些。落葉植物提供了食物，其中大部份是喬木，例如橡樹、山毛櫸、白蠟木這一類歐洲常見植物，同時也包括山核桃、鐵杉這一類今天已不生長在歐洲的植物。在以色列Ubeidiyah和格魯吉亞德馬尼西的發現表明在這裡的南方猛犸生活在部份開闊的草原，並靠稀疏的樹木和灌木為生。

## 外部連結
维基共享资源上的相關多媒體資源：南方猛獁